# Neuhauser Straße
Die Neuhauser Straße ist Teil der ersten und größten Fußgängerzone in der Altstadt Münchens. Hier befindet sich eine große Anzahl Einzelhandelsgeschäfte und Gaststätten.

## Lage und Verlauf
Die Straße verläuft nahezu geradlinig in Richtung Südost-Nordwest stadtauswärts von der Kreuzung Färbergraben bzw. Augustinerstraße bis zum Karlsplatz (Stachus). Sie hat eine Länge von etwa 350 Metern. In Richtung Marienplatz wird die Neuhauser Straße zur Kaufingerstraße. Unter der Neuhauser Straße und der Kaufingerstraße verläuft die Stammstrecke der S-Bahn zwischen den Haltepunkten Marienplatz und Karlsplatz.

## Geschichte

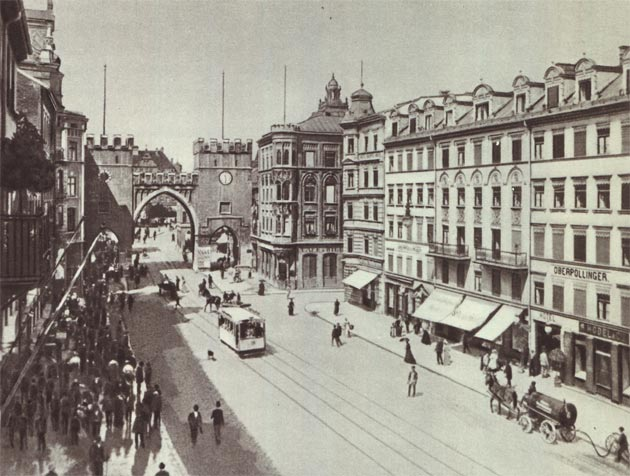
Neuhauser Straße (Teilansicht, 1900)

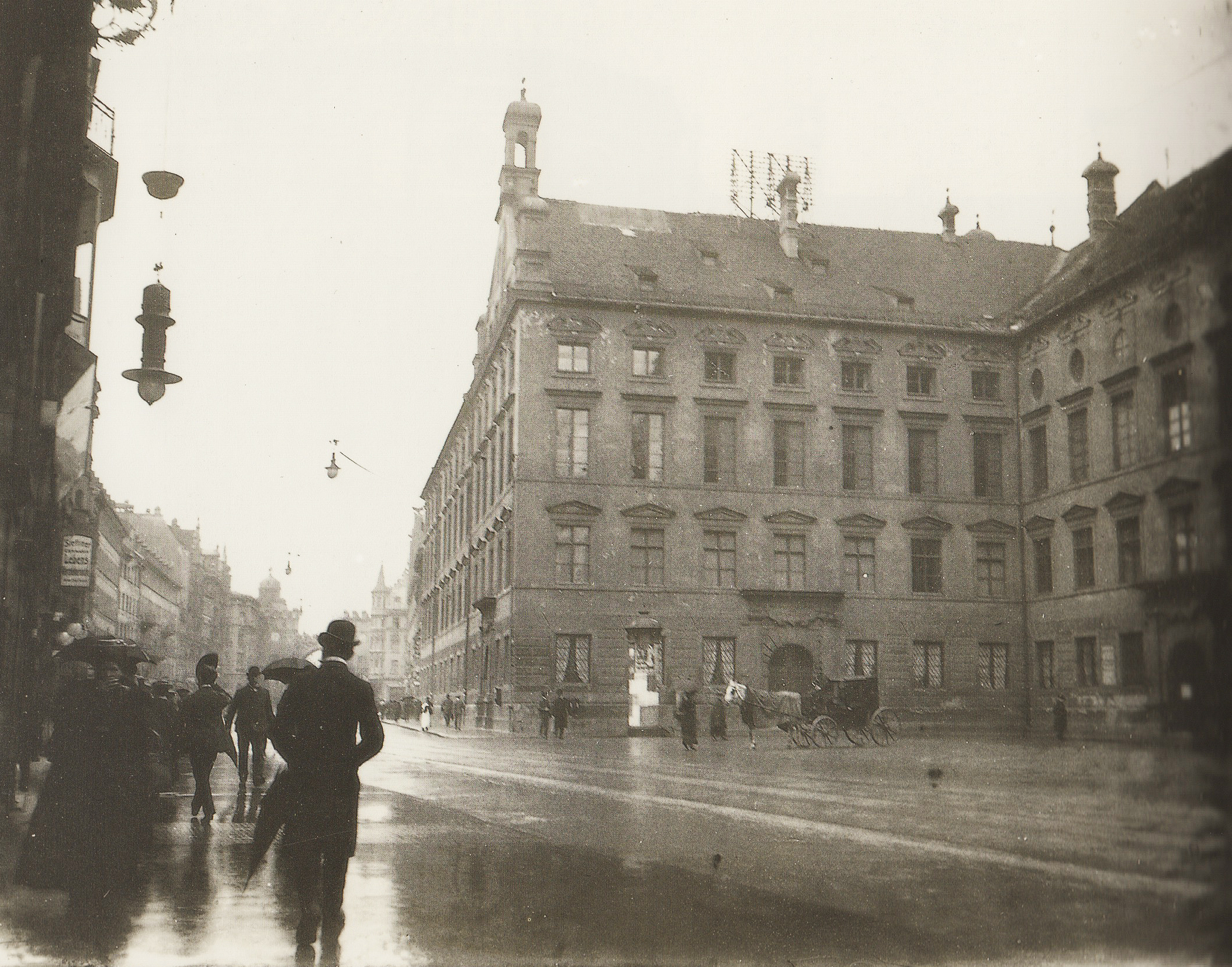
Neuhauser Straße (1906)

Die Straße existiert seit mindestens 1293 (erste Erwähnung) und hieß von etwa 1815 bis 1828 Karlstraße, anschließend Neuhausergasse. Sie wurde im Jahre 1972 von einer Hauptverkehrsachse mit zwei Tramgleisen zur Fußgängerzone umgebaut; Anlass waren die Olympischen Spiele 1972 mit einem erwarteten enormen Zustrom an zusätzlichem Verkehr. Die Straße ist nach dem damaligen Dorf und heutigen Stadtteil Neuhausen benannt, wohin die Straße stadtauswärts gesehen führt. Südlich entlang der Straße befindet sich das Angerviertel und nördlich das Hackenviertel.

## Bauten (Auswahl)

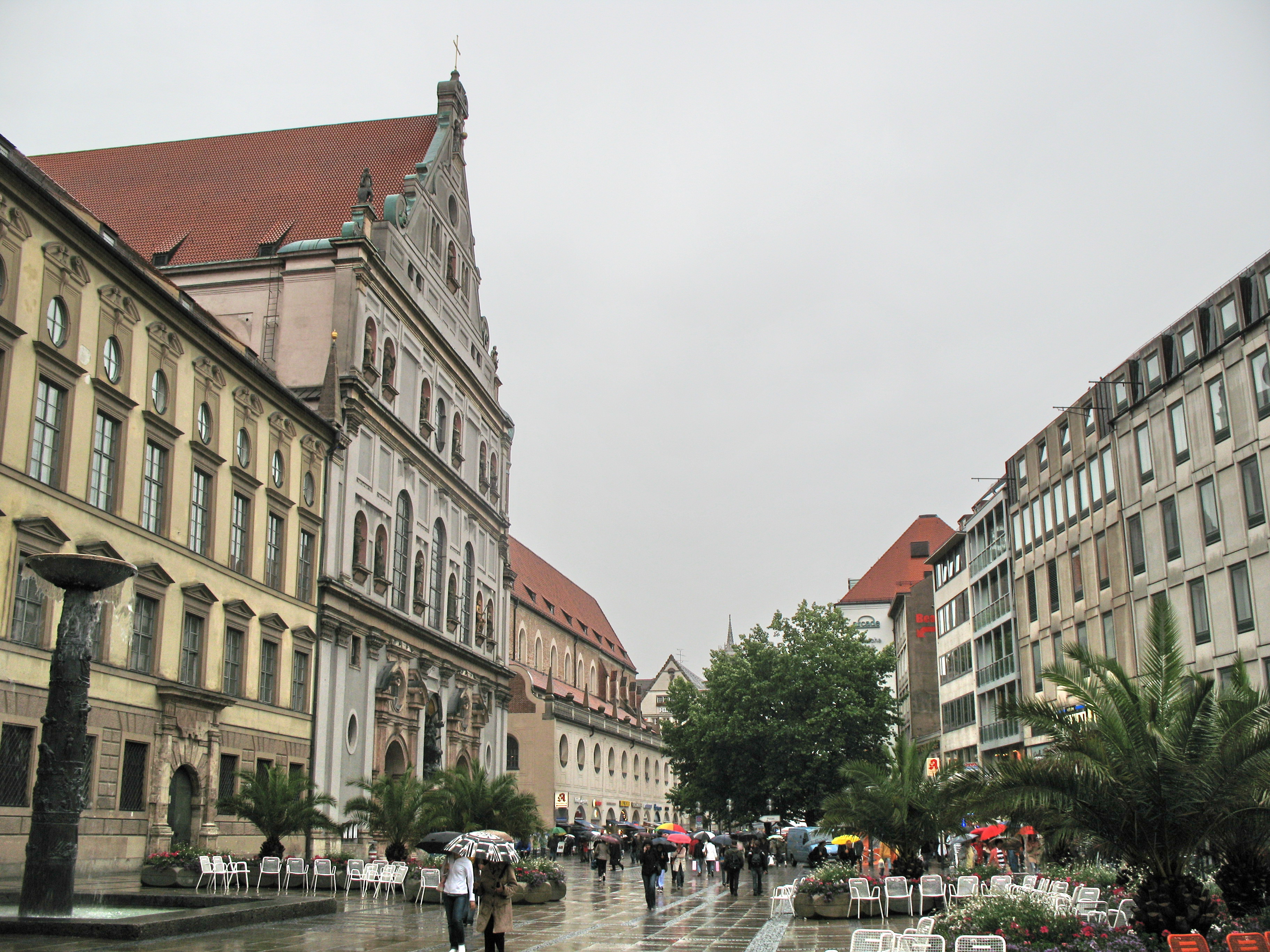
Die Neuhauser Straße mit St. Michael und Klosterkirche St. Johannes der Täufer und Johannes der Evangelist der Augustiner-Eremiten

- Nr. 2 befindet sich die ehem. Augustinerkirche, die zum Augustinerkloster gehörte; heute befinden sich darin das Deutsche Jagd- und Fischereimuseum und Ladengeschäfte, im Anbau dahinter Amtsräume des Polizeipräsidiums (Ettstraße 2–4)
- Nr. 6: Jesuitenkirche St. Michael
- Nr. 8: Alte Akademie (Wilhelminum), ehem. Jesuitenkolleg, wo sich von 1956 bis 2012 das Dienstgebäude Bayerischen Landesamt für Statistik und Datenverarbeitung befand,[2] vor diesem Gebäude befindet sich der Richard-Strauss-Brunnen, im Westflügel befand sich das Kaufhaus Hettlage
- Nr. 17: ehem. Geschäftshaus Dr. H. Ehrlicher, jetzt Kaufhaus Zweiflers
- Nr. 18: Kaufhaus Oberpollinger, ehem. Karstadt
- Nr. 20: Brunnen „Satyrherme mit Knabe“ (sog. Brunnenbuberl)
- Nr. 21: neues Ladengeschäft von SportScheck
- Nr. 14: Bürgersaalkirche
- Nr. 27: Gaststätte „Augustinerbräu“ in einem bemalten Neurenaissance-Doppelhaus
- Nr. 39: Kaufhaus Saturn und eine Parfümerie, ehem. Kaufhaus Hertie
- Nr. 40: ehemals Fahrigs Hotel Deutscher Hof[3]

Kurz vor dem Karlsplatz befindet sich das Karlstor (Neuhausertor)

## Besucherfrequenz
Bundesweiter Spitzenreiter in der Besucherfrequenz ist die Neuhauser Straße mit 116.206 Passanten pro Tag (Stand 1. September 2019), gefolgt von ihrer Verlängerung, der Kaufingerstraße, mit 113.493 Passanten. Dies ergibt allein in den drei Sommermonaten des Jahres 2019 8.257.806 Passanten.